# 賓夕法尼亞州第二騎兵團
賓夕法尼亞州第二騎兵團(2nd Pennsylvania Cavalry)成立於1861年秋天，其成員多是來自Crawford和Tioga郡。

## 指揮
- 理查‧巴特勒‧普拉斯(Richard Butler Price)上校: 曾參與美國墨西哥戰爭。
- J‧阿尚鮑爾特(J. Archambault)少校: 法國老兵，曾是拿破崙麾下的兵士。

## 戰場生涯
第二騎兵團著名於其嚴謹的紀律，參與過不少東部戰場的主要戰役，如牛奔河之役，香蒂莉之役(Chantilly)，蓋茨堡之役，紐霍普堂之役(New Hope Church)，冷港之役，聖瑪莉堂之役，彼得斯堡圍城戰以及阿波馬托克斯郡府(Appomattox Court House)。